# こうかふこうか
『こうかふこうか』は、佐藤両々による日本の4コマ漫画作品。『まんがくらぶオリジナル』（竹書房）にて、2005年より2011年にかけて連載。

## 概要
常軌を逸してツイてないOL・福沢幸花と、その周囲の人々の騒がしい日常を描くドタバタギャグ漫画。

## 主な登場人物
福沢 幸花（ふくざわ こうか）
本作の主人公。1月1日生まれのO型。外に出れば雪や嵐に降られ、道を歩けば怪我をし、何をやってもとんでもないトラブルが降りかかる超不運体質のOL。現在の会社にも、願書のあて先を間違えたことで入社。何かをやろうとすれば常に怪我や病気、アクシデントが起こるため、旅行やお祭り、遠足、運動会など、普通の人なら経験しているイベントもほとんど参加したことがない。ルックスはよく、バストも大きいが、胸の割に身長が低いために既製品の服がフィットせず、また常に怪我をして顔や服が血まみれになるため、ストーカー被害を除き異性にモテた経験はない。過去に常人ならば命にかかわるレベルの大怪我や病気を何度もし、一度は自宅が全焼した事まである為、自身を「これで生きていられるのは逆に幸運」と称している。このような境遇にもかかわらず本人は至って健気かつ元気に過ごしており、周囲は積極的に彼女の事を守り、世話を焼いている。
岩井（後述）の従兄弟の有名作家が書いている小説を愛読しており、なんとか入手しては読んでいる。
岩井に告白され、戸惑った態度を見せるうち身を引かれてしまったが、後に岩井と亀ちゃん（後述）が付き合い始めたことにより、自分の気持ちに気づいた。
同作者の別の4コマ漫画である『天使のお仕事』の主人公、中井モモと同じ高校の後輩という設定がある。
岩井 恭介（いわい きょうすけ）
幸花の同僚。大雑把で、細かいことを気にしないサバサバした性格。皿や家具、パソコンなど、触ったもの全てを何故か全て壊す破壊体質の持ち主で、あだ名は「クラッシャー岩井」･「破壊神」。幸花の私物をしばしば壊したり怪我を負わせては、亀ちゃんにツッコミ（ドツキ、ケリ）を食らっている。岩井と幸花がかかわると、周囲を巻き込んで必ず甚大な被害と幸花の大怪我が発生するため、2人の所属する部署は半ば「幸花を岩井から守る会」と化しているが、岩井自身が幸花に好意を持っている為、被害は出続けている。
実は従兄弟が有名作家であり、幸花がファンである為サイン入りの本を貰ってくるのだが、本が破壊される為無事に手渡されたことはない。
髪型に対して非常に無頓着で、伸ばしっぱなしでボサボサ頭にしたと思えば、いきなりスキンヘッドにしたりと劇的に変わる。
一度幸花に告白したことがあるが戸惑う幸花を見て自分から身を引き、紆余曲折を経て亀ちゃんと付き合うが間もなく破局。後に、寧々（後述）の結婚披露宴前の待ち合わせの場で、幸花からの告白を受けた。
亀山 深紅（かめやま みく）
幸花の同僚かつ友人。愛称「亀ちゃん」。姐御肌で、何かと幸花の世話をやく。岩井に対するツッコミ役として、何かをしでかすたびに蹴りやパンチなどの暴力的なツッコミを食らわすが、実は入社当時から岩井に惚れており、普段の暴力は好意の裏返しである。岩井が幸花に告白したときは、嫉妬心から幸花と疎遠になるが、すぐに関係を修復した。
紆余曲折あったものの、花粉症で頭が回らない時に、部署内（仕事中）で告白して岩井と付き合うことになるが、結局「シンドイから」と自ら振ってしまった。後に、幸花に振られた同僚の財前と接近。
鶴見 真白（つるみ ましろ）
幸花の同僚かつ友人。愛称「鶴ちゃん」。眼鏡がトレードマークの落ち着いた知性派で、亀ちゃんが幸花や岩井に対する「動のツッコミ」なら、彼女は落ち着いたコメントを返す「静のツッコミ」である。彼女の眼鏡が素通しになるシーンは非常に少ない。あまりにも幸花の不幸を心配するあまり、少々過保護になってしまうことも。部署内みんなのお母さん。
新人の富山（後述）の入社後、富山に妙に懐かれ、更に富山の父親である現社長にも好かれるという妙な状態に陥る。
同作者の別の4コマ漫画である『天使のお仕事』の登場人物、和気日生および『しょっぴんブギ』の登場人物、定本月詠と友人で元同級生という設定がある。同級生だった当時の学級委員長は定本だったのだが、鶴ちゃんも「委員長」というあだ名で呼ばれていたため、ややこしいことになっていた。
ちなみに、最終巻のあとがきにてウェディングドレスを着ているが、相手は不明。
あとがきにて「実は彼女が主人公になる予定だった」と作者自身が告白している。また『崖っぷち天使マジカルハンナちゃん』1巻（2012年刊行）のあとがきによれば、2005年の新連載時に「とても不運な年増『魔法少女』」というプロットを作者が立てたところ、編集から「魔法」要素が却下されてしまった。そこでより若い福沢幸花を新たなヒロインとして設定し、当初ヒロイン予定であった真白は「年上のサポートキャラ」にスイッチさせたという。作者が2010年から雑誌連載開始した『マジカルハンナちゃん』のヒロイン・道上帆南は、魔法少女に変身させられては際限なく不運に見舞われ続ける三十路（30歳）独身OLであり、『こうかふこうか』の原プロット再生ともいうべき設定であるが、ヒロインの「やや年増気味の眼鏡美人」という造形は真白と共通する。
祝部 千寿（ほりべ ちず）
幸花たちの先輩OL。血液型も星座（1月2日生まれ）も幸花と一緒だが、対照的にやることなすこと全てが上手く行く超幸運体質。台風が来ていても彼女が外出している間だけ雨が上がるほどで、彼女の傘を持っていると幸花ですら雨に降られないほど（傘はすぐに岩井が破壊した）。人生最大の不幸は「シイラのアレルギーがあること」。後に、ずっと付き合っていたイタリア人の大富豪と結婚、妊娠（双子）を機に退社、イタリアで和カフェを開く。
慶喜 寧々（よしのぶ ねね）
幸花たちとは別の部署（営業部）に所属する友人。180cmの長身と中性的なルックス、常にパンツスーツ（スカートが絶望的に似合わないため）という風貌から、周囲の女性からはほとんど男性扱いされており、宝塚の男役的な存在として絶大な人気を誇る。本人の知らないところでファンサイトが開設されている。初めて会ったときは、幸花たちも男性だと勘違いしていた。本人は自分の高身長や小さなバストに非常にコンプレックスをもっており、スタイルをよくするために小さい頃から牛乳ばかりを飲んでいたが、その栄養は全て胸ではなく背に行ってしまった模様。唯一自分を「女の子の友達」扱いしてくれる幸花にはべったり懐いているが、その関係が慶喜に憧れる女子社員の嫉妬を呼び、幸花への嫌がらせに発展したこともあった。
ライフセーバーのライセンスを持っており、幸花達が海等に行くときに声が掛かる。
太った幸花を可愛いと言っており、一度、ケーキを毎日作ってきては幸花に食べさせて太らせたことがある。
3巻終盤より、社内で自分を「女の子」扱いしてくれるもう1人の存在として、営業部の後輩男子社員として新人嬉野が登場。猛烈なアタックの前に陥落し、スピード結婚した。
富山 祥哉（とみやま しょうや）
3巻終盤で新入社員として登場した社会性にかなり乏しい青年。嬉野（営業部の新人）とは同期。
（身に降りかかる不運の一環として）幸花が教育係をする羽目になった。高校生の頃に好きだった女教師に似ている鶴ちゃんに懐いて好意を持っているが、鶴ちゃんには「好みではない」と一蹴されているにも拘らず、最終巻まで歯車が噛み合わない関係が続いている。幸花のことを「幸ちゃん先輩」、鶴ちゃんのことは先輩なのに「つーさん」と呼ぶ。
実は幸花達の勤める会社の社長の息子なのだが、両親の離婚のためか母方の姓を名乗っていたので、慶喜の結婚式まで周りにそのことを気づかれなかった。

## 単行本
佐藤両々『こうかふこうか』 竹書房＜バンブーコミックス＞、全4巻
1. 2008年7月7日発行 ISBN 978-4-8124-6837-1
2. 2008年12月1日発行 ISBN 978-4-8124-7005-3
3. 2009年12月11日発行 ISBN 978-4-812-47193-7
4. 2011年5月11日発行 ISBN 978-4-8124-7545-4 （『まんがくらぶオリジナル』2010年1月号初出の「天使のお仕事」「しょっぴんブギ」との3作コラボレーション漫画「天使ふこうかつっこみブギ」を収録）